# Либерти-Сити (Майами)
Либерти-Сити (англ. Liberty City — «город свободы»), он же Модел-Сити (англ. Model City) — нейборхуд в городе Майами, в округе Майами-Дейд штата Флорида, в США. Граничит с Норд-Вест 79-стрит на севере, Норд-Вест 27-авеню на западе, скоростной трассой до аэропорта на юге и 95-й трассой между штатами на востоке. По переписи 2000 года нейборхуд имел самую высокую плотность компактного проживания афроамериканцев на юге Флориды.
В городском районе находятся две станции метрополитена Майами — Доктор Мартин Лютер Кинг Джуниор плаза и Браунсвилл.

## История
До основания городского района территория представляла собой малонаселённую окраину на севере Майами. В 1933 году, в период Великой депрессии, президент Франклин Делано Рузвельт для расселения густонаселённого городского района Овертаун одобрил строительство нового квартала на местной Либерти-сквер. Строительные работы длились с 1934 по 1937 год.
В 1940-х—1950-х годах нейборхуд Либерти-Сити и соседний нейборхуд Браунсвилл были местом компактного проживания афроамериканцев со средним доходом. Здесь располагались несколько церквей, больниц и общественных центров. В городском районе проживали певец Келси Фарр, общественная деятельница Мэри Атали Рейндж и боксёр Мухаммед Али. Несмотря на то, что законы о сегрегации запрещали афроамериканцам отдыхать и проживать в Майами-Бич, в некоторых местных курортах, таких как «Мотель и Виллы Гэмптон-хаус» в разное время останавливались пастор и политик Мартин Лютер Кинг-младший, спортсменка Алтея Гибсон, и даже не афроамериканец спортсмен Микки Мэнтл.
Строительство 95-й трассы между штатами во Флориде через нейборхуд Овертаун и отказ от расовой сегрегации после принятия Закона о гражданских правах 1964 года резко изменили район в 1960-е годы. Растущее число малообеспеченных пожилых и нуждающихся семей афроамериканцев переехало в Либерти-Сити в основном из центральной части города Майами, что превратило нейборхуд в опасное гетто и привело к массовому переезду афроамериканцев со средним и высоким доходом и американцев вест-индийского происхождения в пригороды Флорида-Сити на юге и Майами-Гарденс на севере округа Майами-Дейд.
В эпоху сразу после движения за гражданские права в 1960-х и 1970-х годах в Либерти-Сити заметно вырос уровень преступности. Бедственное положение малообеспеченных жителей городского района вылилось в беспорядки на расовой почве в Либерти-Сити в августе 1968 года, когда в Майами-Бич проходил национальный съезд Республиканской партии США, а также в мае 1980 года после оправдания полицейских, обвинённых в убийстве афроамериканца Артура Макдаффи.
В 1980-х годах проблемы афроамериканцев Майами стали чаще освещаться в национальной прессе, особенно после того, как футбольная команда университета «Майами Херрикейнз» выиграла несколько национальных чемпионатов по футболу среди колледжей под руководством игроков, набранных в основном из афроамериканских городских районов с низким доходом, таких как Либерти-Сити и Овертаун. Обсуждение проблем на государственном уровне продолжилось благодаря популярности программ национального вещания, таких как криминальная драма NBC «Полиция Майами», которая привлекла внимание к ухудшающимся условиям в Либерти-Сити.
В 1990-х и 2000-х годах Либерти-Сити приобрёл большую популярность благодаря местным музыкантам, таким, как рэппер Лютер Кэмпбелл из хип-хоп-группа «Ту Лайв Крью», ставшими пионерами жанра Майами-бас, который в течение десятилетия доминировал в южном хип-хопе. Национальную известность приобрели местные уроженцы рэпперы Катрина Лаверн Тейлор и Морис Сэмюэл Янг и игроки НФЛ Чэд Очокинко Джонсон, Антонио Браун и Уиллис Макгахи.

## Джентрификация
Изменение климата влияет на стоимость недвижимости в подверженном наводнениям Майами. Недвижимость в городских районах на возвышенности, таких как Либерти-Сити, растёт в цене. К 2017 году Либерти-Сити, наряду с Литтл-Гаити, приобрёл большую привлекательность у инвесторов. Общественный земельный фонд старается поддерживать доступность жилья для нынешних жителей нейборхуда.

## Население
В 2000 году в Либерти-Сити насчитывалось 7 772 домашних хозяйства и 5 428 семей. Средний доход домохозяйства составлял 18 809,87 долларов США. Расовый состав района был следующим: 94,69% афроамериканцы, 3,04% латиноамериканцы, 1,68% представители других рас и 0,59% потомки европейцев.
В 2000 году в необорхуде проживало 19 286 мужчин и 23 768 женщин. Средний возраст мужчин составлял 25,9 лет, а средний возраст женщин — 30,3 года. Средний размер домохозяйства насчитывал 3,1 человека, а средний размер семьи — 3,7 члена. Доля супружеских пар (среди всех домохозяйств) составляла 20,3%, в то время как доля супружеских пар с детьми (среди всех домохозяйств) составила 9,1%, а доля домохозяйств с матерью-одиночкой (среди всех домохозяйств) составляла 33,1%. Процент никогда не состоявших в браке мужчин в возрасте 15 лет и старше составлял 21,9%, а процент никогда не состоявших в браке женщин в возрасте 15 лет и старше составлял 29,7%.
В 2000 году 2,7% населения практически не говорили по-английски. Процент жителей, родившихся во Флориде, составлял 74,5%, процент людей, родившихся в другом штате США, составлял 16,7%, процент коренных жителей, но родившихся за пределами США, составлял 0,8%, а процент жителей, родившихся за границей, составлял 7,9%.

## Образование
- Государственный школьный округ Майами-Дейд[англ.].
- Северо-западная старшая школа Майами[англ.].
- Центральная старшая школа Майами[англ.].
- Майами-Дейд-колледж.
- Сеть публичных библиотек Майами-Дейд[англ.].